# Phrynobatrachus keniensis
Phrynobatrachus keniensis är en groddjursart som beskrevs av Barbour och Arthur Loveridge 1928. Phrynobatrachus keniensis ingår i släktet Phrynobatrachus och familjen Phrynobatrachidae. IUCN kategoriserar arten globalt som livskraftig. Inga underarter finns listade i Catalogue of Life.